# Guido Davide Neri
Guido Davide Neri (Milano, 26 novembre 1935 – 29 marzo 2001) è stato un filosofo italiano, docente di filosofia teoretica presso l'Università degli Studi di Verona dal 1968 fino alla sua scomparsa. Allievo di Antonio Banfi e di Enzo Paci, Neri rappresenta una delle ultime sintesi della Scuola di Milano, di cui riprende alcuni dei temi portanti: ricerca fenomenologica, analisi storico-politica, studi estetici.
Rispetto ai suoi maestri, del cui pensiero è stato uno dei maggiori interpreti, Neri sviluppa un percorso di ricerca originale, caratterizzato da una critica delle ideologie del Novecento e dei loro fallimenti, e da una lettura non dogmatica della storia contemporanea, volta a metterne in luce discontinuità e aporie. Forte di un'indole scettica e fedele al principio dell'epoché fenomenologica, Neri ha ripercorso le vicende della dialettica marxista, focalizzando in particolare la sua attenzione sull'Europa centro-orientale, e sulle varie forme di controcondotta e dissenso che, a partire dagli anni sessanta, sono andati germinando in quel contesto storico. I suoi autori di riferimento – Husserl e Merleau-Ponty, Bloch e Lukács, Kosík e Kołakowski – rivelano la tensione intellettuale tra ricerca teoretica e storica che ha caratterizzato il lavoro di Neri, dalle principali monografie, ai saggi su aut aut e Il filo rosso, fino al materiale inedito conservato presso l'Archivio Neri, da pochi anni istituito presso l'Università degli Studi di Milano.

## Biografia
Durante gli anni universitari, trascorsi tra Pavia e Milano, Neri ha l'occasione di frequentare gli ultimi corsi di Antonio Banfi, ormai lontano dalla fenomenologia e intento a perfezionare (e radicalizzare) il suo umanesimo di stampo marxista, e dell'ancor giovane Enzo Paci che, in quegli stessi anni di dopoguerra, intraprende un confronto innovativo con gli esiti della ricerca husserliana, e in particolare con i contenuti della Crisi delle scienze europee, oggetto di numerosi corsi. Proprio questo "apprendistato fenomenologico", secondo l'espressione di Luciano Fausti, ha consentito a Neri di acquisire un metodo di ricerca che lo ha accompagnato, non solo nei suoi studi delle opere di Husserl, Merleau-Ponty, Patočka (dei quali traduce e cura varie pubblicazioni), ma, più in generale, nell'analisi del pensiero storico e politico novecentesco. A questi interessi va ad aggiungersi quello per l'arte e l'estetica, decisivo in questi primi anni, e dovuto in particolare agli insegnamenti di Dino Formaggio, con cui Neri si laureò nel 1957. Neri continuerà a interessarsi a questi temi anche negli anni successivi, dedicando diversi scritti a Panofsky (della cui Prospettiva come forma simbolica cura nel 1962 l'edizione) e a Caravaggio, e interrogandosi sul rapporto tra fenomenologia ed estetica.
Agli anni di studio, segue una fase di ricerca che lo porterà nei primi anni sessanta a Praga, ospite dell'Accademia delle Scienze della Cecoslovacchia e, in seguito, negli Stati Uniti d'America, dove nel 1968 è visiting scholar presso la Pennsylvania State University. A Praga, Neri entra in contatto con la giovane generazione di intellettuali cechi che, in questi anni cruciali, portano avanti l'idea di riformare il socialismo dal suo interno, a partire da una profonda reinterpretazione del materialismo e della prassi marxiana. È grazie a Neri che in Italia si diffondono le opere di Karel Kosík e di Jan Patočka che, pur così profondamente diversi, condividono con Neri l'interesse per la fenomenologia e la politica. Durante la sua esperienza americana, Neri dedica a Marx una serie di lezioni e conferenze, i cui testi inediti, facenti parte del Fondo Neri, sono conservati presso la Biblioteca di Filosofia dell'Università degli Studi di Milano. Analizzando il pensiero di Marx, Neri si rifà in particolar modo, oltre che all'insegnamento di Kosík, agli scritti di Gajo Petrović e alla scuola jugoslava legata alla rivista Praxis. Tornato in Italia, inizia un lungo periodo di insegnamento a Verona, durante il quale incentra i suoi corsi sulla fenomenologia post-husserliana, su Bloch, sull'idea filosofica di Europa e la sua eredità, a seguito del fallimento dei principali progetti politici novecenteschi. Escono in questi anni le sue opere più note: Aporie della realizzazione (1980), sulla filosofia e l'ideologia dei paesi del socialismo realizzato, e Crisi e costruzione della storia (1984), dedicato, ancora una volta, al maestro Banfi.

## Pensiero
In più occasioni, Neri ha manifestato il suo debito nei confronti dei suoi maestri milanesi, per averlo iniziato allo studio della fenomenologia. In tal senso, il passaggio dall'insegnamento di Banfi a quello di Paci è decisivo. «Al centro non era più – scrive Neri poco prima di morire, ricordando quegli anni – il "disperato razionalismo" del fondatore della fenomenologia: il fuoco della rilettura era diventato il "mondo della vita" e la critica dell’obiettivismo moderno». Un pensiero che ben si presta a una generazione di giovani studiosi che, durante gli anni sessanta, si raccolgono intorno a Paci, desiderosi di affinare un pensiero che consenta di riguadagnare uno sguardo disincantato, ma non indifferente, sulla realtà sociale e culturale circostante, contro «l'asfissiante razionalismo» di Banfi e, più in generale, contro l'impronta culturale del PCI.
Neri rientra in questa nuova leva di studiosi e in questi termini si possono interpretare anche i suoi studi fenomenologici. «Con il tema del mondo della vita – ribadisce Neri, in un altro tra i suoi scritti più tardi – la fenomenologia mostrava di saper affrontare i problemi posti dalle scienze storiche e sociali, dall'antropologia culturale e infine anche dal pensiero marxista». L'esempio di Paci, tuttavia, che cercò a tutti gli effetti di coniugare metodo fenomenologico e dialettica marxista, è seguito dall'allievo solo parzialmente, lasciando la sua impronta più visibile nel volume del 1966, Prassi e conoscenza, una cui parte è dedicata ai critici marxisti della fenomenologia. Col passare del tempo, tuttavia, Neri adotta una posizione di sempre più evidente rottura, prediligendo a qualsiasi tentativo conciliatorio una critica fenomenologica del socialismo realizzato e delle sue distorsioni. A tal proposito, il confronto con Kosík e il dissenso, all'interno del socialismo reale, giocano un ruolo di primo piano.
Come si evince dalla sua opera del 1980, Aporie della realizzazione, Neri distingue due fasi e due generazioni di filosofi, all'interno della complessa crisi del socialismo in costruzione. Da una parte, la prima generazione è rappresentata da György Lukács e da Ernst Bloch. Proprio al pensiero di quest'ultimo, alle sue concezioni di storia e di utopia e ai suoi numerosi ripensamenti, Neri dedica una lunga analisi, che tornerà periodicamente anche negli anni successivi, come testimoniano i programmi dei suoi corsi universitari. A Bloch è ispirato, d'altronde, il titolo del libro, che Neri ricava da una pagina di Principio speranza. È all'interno della dialettica tra realtà e realizzazione, tra condizione presente e speranza futura, che Neri individua l'andatura del socialismo reale, della sua filosofia e della sua ideologia. Solo con la seconda generazione di filosofi, tuttavia, le aporie della realizzazione socialista vengono veramente al pettine; la malinconia di Bloch cede infatti il passo allo sguardo scettico di Kołakowski e al tentativo di Kosík di rileggere la dialettica marxista in termini concreti, al di là di ogni deriva ideologica. Dello stesso tenore è anche il libro su Banfi, Crisi e costruzione della storia, di pochi anni successivo, in cui Neri si confronta con lo stesso tema della realizzazione, inteso stavolta nei termini del tentativo banfiano di costruire un percorso storico su basi razionali, oltre la crisi della civiltà moderna, verso una nuova prospettiva umanistica. Alla luce del ritratto offertoci da Neri, che si concentra in particolare sugli anni trenta, intesi come momento cruciale per lo sviluppo della teoria banfiana, emerge un'immagine di Banfi particolarmente complessa, nella quale la svolta ideologica e l'adesione al comunismo non offuscano il perdurare di uno spirito critico e di una prospettiva europea, che si sviluppa al di là dei particolarismi delle filosofie nazionali.

## L'Archivio Guido Davide Neri
Nel 2009 è stato creato presso la Biblioteca di Filosofia dell'Università degli Studi di Milano l'Archivio Guido Davide Neri. In tale archivio è raccolta un'imponente quantità di materiali inediti, che comprendono riflessioni, appunti per corsi e seminari, annotazioni di viaggio, corrispondenze. Sono considerati di particolare rilievo, in vista di futuri studi sul pensiero filosofico di Neri, i 149 quaderni, contenenti le riflessioni del filosofo, dalla metà degli anni cinquanta, fino alla sua morte. Attraverso la lettura di questi scritti, ora completamente consultabili e in corso di digitalizzazione, è possibile chiarire il rapporto e gli scambi di Neri con altri rappresentanti della filosofia milanese: da Banfi a Paci, da Dal Pra a Preti. Grande importanza rivestono anche i commenti in presa diretta su alcuni tra i più rilevanti avvenimenti storici del Novecento: dall'invasione sovietica dell'Ungheria del 1956, alla Primavera di Praga, fino al crollo del socialismo reale. A ciò si aggiungono le riflessioni sul ruolo della filosofia nella società, sul modo e l'opportunità di insegnarla, e sulla sua tenuta, di fronte alle scosse della storia.

## Opere
- Prassi e conoscenza: Con una sezione dedicata ai critici marxisti della fenomenologia, Milano, Feltrinelli, 1966.
- Aporie della realizzazione: Filosofia e ideologia nel socialismo reale, Milano, Feltrinelli, 1980.
- Crisi e costruzione della storia: Sviluppi del pensiero di Antonio Banfi, Napoli, Bibliopolis, 1988.
- Il sensibile, la storia, l'arte: Scritti 1957-2001, Verona, Ombre Corte, 2003.